# Aitiden Guanche (banda)
El Aitiden Guanche (del guanche, en español: Pueblo Guanche) fue el grupo musical musical del MPAIAC que data de antes de julio de 1978. El género de la banda es la Nueva Trova Canaria (también llamada Nueva Trova Guanche). La banda fue formada por militantes del MPAIAC exiliados en Venezuela o en viviendo en Canarias, inspirándose en la trova cubana. Aitiden Guanche recoge las conclusiones del 1º Congreso del MPAIAC de septiembre de 1979 con música tradicional canaria y letras "anticolonialistas y antiimperialistas".
Según el MPAIAC: El Aitiden Guanche va más allá de las canciones tradicionales саnаrias, utilizando nuevas formas y concentrando su mensaje hacia la lucha del pueblo canario contra la presencia del colonialismo español.
Uno de sus integrantes conocidos fue Gilberto Pérez Malledo, apodado por su 'nombre guanche' como Arafo,fue un escritor, compositor y poeta, murió el 25 de agosto de 1983.
Otro de sus integrantes fue Mario Pérez, quien sería Presidente de la Plataforma Canaria de Solidaridad con Venezuela y militante del MIC.
El Aitiden Guanche participába junto a Alí Primera, Lilia Vera, entre otros, en gran cantidad de actos de solidaridad con pueblos en lucha como El Salvador, Nicaragua, Chile, etc.
El grupo tuvo un parón de inactividad, pero reapareció en 1985.

Según el Aitiden Guanche, en el discurso antes de Canto a los Guanches, sobre ellos mismos:
El Aitiden Guanche nace de la necesidad histórica de la lucha de liberación nacional de nuestro pueblo, los guanches, que vivimos en la patria de Bolívar y que nos hemos formado al calor de sus enseñanzas y ejemplos libertarios, no podemos pasar por alto la lucha de liberación que desarrollan nuestros hermanos y es por ello que, desde las tierras americanas, nos sentimos plenamente identificados con la lucha de liberación nacional y es más, cada uno de nosotros somos combatientes activos, cualesquiera que sea la forma de lucha que escoja nuestro pueblo.
El Aitiden está formado por hombres y mujeres honestos y trabajadores: algunos nacidos en esta tierra, otros en la patria sacrificada, todos ellos guanches unos son guanches de América y otros guanches africanos, no existe diferencia entre nosotros, somos esencialmente lo mismo, un pueblo en busca de la libertad.
Nuestras canciones, enmarcadas dentro de la nueva trova canaria, no se prestan a la mediatización ni a la superficialidad. Nuestro lenguaje es claro y tajante, manteniendo siempre como valor irrenunciable la verdad, característica esta fundamental de nuestro pueblo.
Por eso llamamos al español como tal y le damos los calificativos que le corresponden, de acuerdo con su manera de ser y comportarse: pedante, soberbio, prepotente, ladrón, traficante de drogas, asesino, explotador, racista, inquisidor, incapaz. Todos estos justos calificativos, y algunos otros que, por ética, no queremos expresar en este medio, es lo que comúnmente nuestro pueblo expresa y reafirmar en cada oportunidad que puede hablar con libertad.

Acá, en Venezuela, sucede lo mismo. Y, por si todavía queda un incrédulo, que recorra Caracas o los pueblos de Venezuela y lea lo que está escrito en las paredes de las calles de este país.

## Canciones
Cada canción va acompañada con un discurso de Antonio Cubillo dicho en el 1° congreso del MPAIAC, menos Canto a los Guanches y Polka del M.P.A.I.A.C. en las que habla sobre el propio Aitiden Guanche y sobre la Nueva Trova Canaria respectivamente. Las canciones de su único cassette, llamado Canta a la patria que salió en 1979, son las siguientes:
| Nombre de la Canción                      | Duración | Duración sin el discurso |
| ----------------------------------------- | -------- | ------------------------ |
| ¡Viva Canarias libre y socialista!        | 1:45     | No tiene musica          |
| Canto a los Guanches                      | 5:17     | 3:23                     |
| Polka del M.P.A.I.A.C.                    | 4:52     | 3:05                     |
| Nuestra Patria                            | 6:36     | 5:05                     |
| Tanganillo Libre                          | 6:40     | 2:14                     |
| Harto de Godos                            | 5:79     | 3:01                     |
| Quiero Volver                             | 5:32     | 4:26                     |
| Guanche Bereber                           | 6:14     | 4:59                     |
| África Madre o Dicen de mi Tierra Guanche | 5:16     | 4:05                     |
| Despertar                                 | 6:09     | 3:32                     |

Según el MPAIAC sobre las canciones: "Cada canción es un mensaje de lucha anticolonialista, la identidad africana del pueblo guanche, la afinidad de los canarios con los pueblos americanos que en una época fueron víctimas del expolio y del despotismo español.
Algunas canciones del Aitiden Guanches, como Quiero Volver o Canto a los Guanches, fueron escritas originalmente como poemas en el periódico "Siete Estrellas Verdes" (el boletín oficial del Movimiento de Independencia de Canarias)
Al final del discurso de la canción ¡Viva Canarias libre y socialista! una voz de fondo dice "Tilelly Tilelly Azarug" (Libertad Libertad Independencia), esto es porque en la melodía de ese discurso y en la melodía de Canto a los Guanches es de una canción no grabada llamada Tilellit Azardg, escrita por el Comandante Guetón, en el periódico Siete Estrellas Verdes el 10 de febrero de 1976.
La canción de Guanche bereber es una adaptación de la tradicional pieza amazigh "A vava inouva", el grupo Almogaren, hizo una versión de Guanche bereber.
Discurso de la Canción ¡Viva Canarias Libre y socialista!

Compatriotas, Bajo la bandera tricolor de las Siete Estrellas Verdes, símbolo de Libertad, Independencia y Socialismo, bandera del MPAIAC que se ha convertido ya en Bandera Nacional, unamos y organicemos nuestras fuerzas para hacer posible el triunfo de la Lucha Armada de Liberación Nacional y de la Revolución Nacional Democrática que preconiza el MPAIAC, para conquistar todos la Awañac Guanche, la República Popular Guanche, hogar libre y feliz de nuestro pueblo africano. iViva el Primer Congreso del MPAIAC! iViva Canarias Libre y Socialista! iViva la Independencia! i Fuera los Españoles de Canarias! iPor la Unidad y Libertad del Continente Africano! iPatria Guanche o Muerte! iLa lucha continúa!
Aitiden Guanche 

### Actuaciones de Aitiden Guanche en 1979
En la Universidad Central de Venezuela se celebró un festival promovido por el instituto Venezolano Cubano de la Amistad (IVCA) en el cual participó el MIC con el Aitiden Guanche.
El 15 de agosto de 1979, en la fiesta de la Candelaria, a las afueras de Caracas, integrantes del Movimiento Independentista Canario (MIC), al ver que españoles izaban la bandera de España, arrancaron está bandera y la arrojaron a un barranco, sustituyéndola por la tricolor, luego los españoles recogieron la bandera y la volvieron a colocar y los independentistas la volvieron a quitar, finalmente los canarios comenzaron a cantar canciones independentistas coreadas por el Aitiden Guanche.
El día 3 de noviembre de 1979 fue organizado por el Instituto Venezolano Cubano de la Amistad (I.V.C.A.), un acto cultural, al cual fue invitado a participar el grupo Aitiden Guanche. Este acto se desarrolló en el Poliedro de Caracas, con una concurrencia de aproximadamente 5000 personas, abriendo el acto el Aitiden Guanche, que interpretó canciones independentistas. También intervinieron en el acto El Sonedero Clásico del Caribe, el Grupo Madera, Luis Carbonell, Ela Calvo, Nelson Díaz y Los Papines.
El 14 de noviembre de 1979 en la Sala Israel Peña del Paraíso, Caracas, se presentó el Aitiden Guanche, que actuaron acompañados de los cubanos Luis Carbonell, Ela Calvo, Nelson Díaz y Los Papies.

### Actuaciones de Aitiden Guanche en 1980
En la población de Guacara, del Estado Carabobo, en Venezuela, se presentó el Aitiden Guanche en un acto de solidaridad con los obreros de la industria del mueble que llevaban varios meses en huelga. La finalidad del acto era para informar a la colectividad de la lucha que realizan los obreros y también para recoger fondos para los trabajadores.
El Aitiden Guanche también actuó el mismo año en la presentación del libro "Primer Congreso del MPAIAC", en la sede de la Asociación Venezolana de Periodistas, en Caracas.
En el Auditorium de la facultad de Economía, los pueblos de Asia, África y América Latina le rindieron un homenaje al Che Guevara, el Aitiden Guanche participó activamente en este homenaje.
En la ciudad de Los Teques se celebró un homenaje al "héroe" nacional Guaicaipuro, En este acto actuó el Aitiden Guanche 
En el barrio venezolano de Las Clavellinas, de Guarenas, se celebró una semana de actos populares para recreación del pueblo. Uno de los días estaba dedicado a Canarias, su "lucha de emancipación" y de "liberación". En este acto el Aitiden Guanche hizo una actuación.